# Rim, Črnomelj
Rim este o localitate din comuna Črnomelj, Slovenia, cu o populație de 26 de locuitori.